# Cantón de Aigrefeuille-sur-Maine
El cantón de Aigrefeuille-sur-Maine era una división administrativa francesa, que estaba situada en el departamento de Loira Atlántico y la región de Países del Loira.

## Composición
El cantón estaba formado por ocho comunas:
- Aigrefeuille-sur-Maine
- Geneston
- La Planche
- Le Bignon
- Maisdon-sur-Sèvre
- Montbert
- Remouillé
- Vieillevigne

## Supresión del cantón de Aigrefeuille-sur-Maine
En aplicación del Decreto n.º 2014-243 de 25 de febrero de 2014, el cantón de Aigrefeuille-sur-Maine fue suprimido el 22 de marzo de 2015 y sus 8 comunas pasaron a formar parte; cinco del nuevo cantón de Clisson y tres del nuevo cantón de Saint-Philbert-de-Grand-Lieu.